# Meyerozyma guilliermondii
Meyerozyma guilliermondii (Wick.) Kurtzman & M. Suzuki – gatunek grzybów zaliczany do drożdży.

## Systematyka i nazewnictwo
Pozycja w klasyfikacji według Index Fungorum: Meyerozyma, Debaryomycetaceae, Saccharomycetales, Saccharomycetidae, Saccharomycetes, Saccharomycotina, Ascomycota, Fungi.
Po raz pierwszy opisał go w 1966 r. Lynford J. Wickenham, nadając mu nazwę Pichia guilliermondii''. Obecną nazwę nadali mu Cletus Paul Kurtzman i Motofumi Suzuki w 2010 r. Ma ponad 40 synonimów nazwy naukowej:

## Charakterystyka
Występuje na całym świecie, podano jego stanowiska także w Antarktyce. W Polsce wyizolowany został w ściekach komunalnych, w układzie oddechowym i pokarmowym oraz na skórze ludzi (pod nazwą Candida guilliermondii).
W hodowli na sztucznych podłożach tworzy drożdżopodobne kolonie o gładkiej powierzchni i barwie od białej do kremowej. Powstają w nich kuliste lub prawie kuliste blastospory o wymiarach 2,0–4,0 × 3,0–6,5 µm. Na pożywce Dalmau tworzą się rozgałęzione pseudostrzępki z gęstymi wertykalnymi blastosporami. Może być heterotaliczna lub homotaliczna. Wytwarza niesprzężone worki, zanikające lub trwałe, z 1–4 askosporami. Askosporymogą mieć kształt kapelusza lub jajowaty. Wielostronne pączkowanie występuje na wąskiej podstawie podczas podziału komórki. Komórki są jajowate do wydłużonych.

## Chorobotwórczość
Normalnie Meyerozyma guilliermondii występuje u ludzi na skórze i błonach śluzowych jako saprotrof, ale czasami może powodować inwazyjne zakażenia u niektórych pacjentów. Jest to rzadki patogen powodujący zapalenie osierdzia, zapalenie wsierdzia, zapalenie otrzewnej, zapalenie kości i szpiku oraz kandydemię wywołaną przez cewnik u hospitalizowanych pacjentów ze złośliwymi nowotworami. Głównymi grupami ludzi narażonymi na zakażenie tym patogenem są biorcy przeszczepu szpiku kostnego i pacjenci ze złośliwymi nowotworami